# Liste des escadrons actifs de l'Armée de l'air et de l'espace française
Liste des escadrons actifs de l'Armée de l'air et de l'espace française en date du 27 septembre 2023.

## Escadrons de chasse
| Nom                                                                                        | Création | Equipement                  | Base aérienne                           | Escadre                                                     | Commandement                             | Brigade                                  | Photo                                                   |  |  |
| ------------------------------------------------------------------------------------------ | -------- | --------------------------- | --------------------------------------- | ----------------------------------------------------------- | ---------------------------------------- | ---------------------------------------- | ------------------------------------------------------- |  |  |
| Escadron de chasse 1/4 Gascogne                                                            | 1937     | Rafale                      | Base aérienne 113 Saint-Dizier-Robinson | 4e escadre de chasse                                        | forces aériennes stratégiques            |                                          | Rafale B escadron Gascogne                              |  |  |
| Escadron de chasse 2/4 La Fayette                                                          | 1933     | Rafale                      | Base aérienne 113 Saint-Dizier-Robinson | 4e escadre de chasse                                        | forces aériennes stratégiques            |                                          | Mirage 2000 N escadron La Fayette                       |  |  |
| Escadron de transformation Rafale 3/4 Aquitaine (unité inter-armées Armée de l'Air/Marine) | 1958     | Rafale                      | Base aérienne 113 Saint-Dizier-Robinson | 4e escadre de chasse                                        | Commandement des forces aériennes        | Brigade Aérienne de l'Aviation de Chasse |                                                         |  |  |
| Escadron de chasse 1/2 Cigognes                                                            | 1945     | Mirage 2000                 | Base aérienne 116 Luxeuil-Saint Sauveur | 2e escadre de chasse                                        | Commandement des forces aériennes        | Brigade Aérienne de l'Aviation de Chasse | Mirage 2000-5F escadron Cigognes                        |  |  |
| Escadron de chasse 1/3 Navarre                                                             | 1933     | Mirage 2000                 | Base aérienne 133 Nancy-Ochey           | 3e escadre de chasse                                        | Commandement des forces aériennes        | Brigade Aérienne de l'Aviation de Chasse |                                                         |  |  |
| Escadron de chasse 2/3 Champagne                                                           | 1932     | Mirage 2000                 | Base aérienne 133 Nancy-Ochey           | 3e escadre de chasse                                        | Commandement des forces aériennes        | Brigade Aérienne de l'Aviation de Chasse |                                                         |  |  |
| Escadron de chasse 3/3 Ardennes                                                            | 1932     | Mirage 2000                 | Base aérienne 133 Nancy-Ochey           | 3e escadre de chasse                                        | Commandement des forces aériennes        | Brigade Aérienne de l'Aviation de Chasse | Mirage 2000 D escadron Ardennes                         |  |  |
| Escadron de chasse et d'expérimentation 1/30 Côte d'Argent                                 | 1965     | Rafale                      | Base aérienne 118 Mont-de-Marsan        | 30e escadre de chasse                                       | Commandement des forces aériennes        | Brigade Aérienne de l'Aviation de Chasse | RAFALE B escadron Côte d'Argent                         |  |  |
| Régiment de chasse 2/30 Normandie-Niémen                                                   | 1942     | Rafale                      | Base aérienne 118 Mont-de-Marsan        | 30e escadre de chasse                                       | Commandement des forces aériennes        | Brigade Aérienne de l'Aviation de Chasse |                                                         |  |  |
| Escadron de Chasse 3/30 Lorraine                                                           | 1940     | Rafale                      | Base aérienne 118 Mont-de-Marsan        | 30e escadre de chasse                                       | Commandement des forces aériennes        | Brigade Aérienne de l'Aviation de Chasse |                                                         |  |  |
| Escadron de chasse 3/11 Corse                                                              | 1933     | Mirage 2000                 | Base aérienne 188 Djibouti              |                                                             | Commandement des forces aériennes        | Brigade Aérienne de l'Aviation de Chasse |                                                         |  |  |
| Escadron de chasse 1/7 Provence                                                            | 1932     | Rafale                      | Base aérienne 104 Al Dhafra             |                                                             | Commandement des forces aériennes        | Brigade Aérienne de l'Aviation de Chasse | Rafale B escadron Provence · Rafale C escadron Provence |  |  |
| Escadron de chasse 1/5 Vendée                                                              | 1949     | Rafale                      | Base aérienne 115 Orange-Caritat        | 5e escadre de chasse                                        | Commandement des forces aériennes        | Brigade Aérienne de l'Aviation de Chasse |                                                         |  |  |
| Escadron de drones 1/33 Belfort                                                            | 1945     | General Atomics MQ-9 Reaper | Base aérienne 709 Cognac-Châteaubernard | 33e escadre de surveillance, de reconnaissance et d'attaque | Brigade Aérienne de l'Aviation de Chasse | Commandant des forces aériennes          |                                                         |  |  |
| Escadron de drones 2/33 Savoie                                                             | 1932     | General Atomics MQ-9 Reaper | Base aérienne 709 Cognac-Châteaubernard | 33e escadre de surveillance, de reconnaissance et d'attaque | Commandement des forces aériennes        | Brigade Aérienne de l'Aviation de Chasse |                                                         |  |  |
| Escadron de reconnaissance 3/33 Moselle                                                    | 1932     | General Atomics MQ-9 Reaper | Base aérienne 709 Cognac-Châteaubernard | 33e escadre de surveillance, de reconnaissance et d'attaque | Commandement des forces aériennes        | Brigade Aérienne de l'Aviation de Chasse |                                                         |  |  |

## Escadrons de ravitaillement en vol
| Nom                                                                         | Création | Equipement       | Base aérienne                    | Escadre                                                             | Commandement                  |
| --------------------------------------------------------------------------- | -------- | ---------------- | -------------------------------- | ------------------------------------------------------------------- | ----------------------------- |
| Escadron de ravitaillement en vol et de transport stratégique 1/31 Bretagne | 1942     | Airbus A330 MRTT | Base aérienne 125 Istres-Le Tubé | 31e escadre aérienne de ravitaillement et de transport stratégiques | forces aériennes stratégiques |
| Escadron de ravitaillement en vol et de transport stratégique 2/31 Esterel  | 1968     | Airbus A330 MRTT | Base aérienne 125 Istres-Le Tubé | 31e escadre aérienne de ravitaillement et de transport stratégiques | forces aériennes stratégiques |
| Escadron de transformation Phénix 3/31 Landes                               | 1964     | Airbus A330 MRTT | Base aérienne 125 Istres-Le Tubé | 31e escadre aérienne de ravitaillement et de transport stratégiques | forces aériennes stratégiques |

## Escadrons de transport
| Nom                                                      | Création | Equipement                                                                                   | Base aérienne                                                | Escadre                          | Commandement                                                     | Brigade                                   | Photo                                             |
| -------------------------------------------------------- | -------- | -------------------------------------------------------------------------------------------- | ------------------------------------------------------------ | -------------------------------- | ---------------------------------------------------------------- | ----------------------------------------- | ------------------------------------------------- |
| Escadron de transport 41 Verdun                          | 2012     | Socata TBM-700                                                                               | base aérienne 107 de Villacoublay                            |                                  | Commandement des forces aériennes                                | Brigade Aérienne d'Appui et de Projection |                                                   |
| Escadron de transport 43 Médoc                           | 1944     | Socata TBM-700                                                                               | base aérienne 106 Bordeaux-Mérignac                          |                                  | Commandement des forces aériennes                                | Brigade Aérienne d'Appui et de Projection |                                                   |
| Escadron de transport 50 Réunion                         | 1976     | CASA CN-235                                                                                  | Base aérienne 181 Saint-Denis-La Réunion                     |                                  | Commandement des forces aériennes                                | Brigade Aérienne d'Appui et de Projection |                                                   |
| Escadron de transport 52 La Tontouta                     |          | CASA CN-235                                                                                  | Base aérienne 186 Nouméa                                     |                                  | Commandement des forces aériennes                                | Brigade Aérienne d'Appui et de Projection |                                                   |
| Groupe aérien mixte 56 Vaucluse                          | 1967     | Airbus Helicopters H225M Caracal Eurocopter EC225 Super Puma C-160 Transall DHC-6 Twin Otter | Base aérienne 105 Évreux-Fauville                            |                                  | Commandement des forces aériennes (mis à disposition de la DGSE) | Brigade Aérienne d'Appui et de Projection |                                                   |
| Escadron de transport 1/61 Touraine                      | 1944     | Airbus A400M                                                                                 | Base aérienne 123 Orléans-Bricy                              | 61e escadre de transport         | Commandement des forces aériennes                                | Brigade Aérienne d'Appui et de Projection | Hercules C130H & C130H30 escadron Franche-Comté   |
| Escadron de transport d'opérations spéciales 3/61 Poitou | 1945     | Lockheed C-130H Hercules C-160 Transall DHC-6 Twin Otter                                     | Commandement des forces aériennes (mis à disposition du COS) | Brigade des forces spéciales air |                                                                  |                                           |                                                   |
| Escadron de transport 4/61 Béarn                         | 1944     | Airbus A400M                                                                                 | Base aérienne 123 Orléans-Bricy                              | 61e escadre de transport         | Commandement des forces aériennes                                | Brigade Aérienne d'Appui et de Projection |                                                   |
| Escadron de transport 1/62 Vercors                       | 1993     | CASA CN-235                                                                                  | Base aérienne 105 Évreux-Fauville                            | 64e escadre de transport         | Commandement des forces aériennes                                | Brigade Aérienne d'Appui et de Projection | Casa CN 235-200 escadron Vercors                  |
| Escadron de transport 3/62 Ventoux                       | 1970     | CASA CN-235                                                                                  | Base aérienne 105 Évreux-Fauville                            | 64e escadre de transport         | Commandement des forces aériennes                                | Brigade Aérienne d'Appui et de Projection |                                                   |
| Escadron de transport 60                                 | 1991     | Airbus A330 Falcon 7X Falcon 2000 Falcon 900 Super Puma                                      | Base aérienne 107 Villacoublay                               |                                  | Commandement des forces aériennes                                | Brigade Aérienne d'Appui et de Projection | Airbus A319 ETEC 65 · Dassault Falcon 900 ETEC 65 |
| Escadron de transport 68 Antilles-Guyane                 |          | CASA CN-235                                                                                  | Base aérienne 367 Cayenne-Rochambeau                         |                                  | Commandement des forces aériennes                                | Brigade Aérienne d'Appui et de Projection |                                                   |
| Escadron de transport 82 Maine                           | 1964     | CASA CN-235                                                                                  | Détachement air 190 Tahiti-Faa'a                             |                                  | Commandement des forces aériennes                                | Brigade Aérienne d'Appui et de Projection |                                                   |
| Escadron de transport 88 Larzac                          | 1958     | CASA CN-235 Sud-Aviation SA330 Puma                                                          | Base aérienne 188 Djibouti                                   |                                  | Commandement des forces aériennes                                | Brigade Aérienne d'Appui et de Projection |                                                   |

## Escadrons électroniques
| Nom                                          | Création | Equipement               | Base aérienne                     | Escadre                  | Commandement                      | Brigade                                   | Photo |
| -------------------------------------------- | -------- | ------------------------ | --------------------------------- | ------------------------ | --------------------------------- | ----------------------------------------- | ----- |
| Escadron électronique aéroporté 54 Dunkerque | 1964     | ALSR Beechcraft King Air | Base aérienne 105 Évreux-Fauville | 64e escadre de transport | Commandement des forces aériennes | Brigade Aérienne d'Appui et de Projection |       |

## Escadrons d'hélicoptères
| Nom                                    | Création | Equipement                                                | Base aérienne                    | Escadre | Commandement                                                 | Brigade                                   | Photo |
| -------------------------------------- | -------- | --------------------------------------------------------- | -------------------------------- | ------- | ------------------------------------------------------------ | ----------------------------------------- | ----- |
| Escadron d'hélicoptères 1/44 Solenzara | 1988     | Sud-Aviation SA330 Puma                                   | Base aérienne 126 Solenzara      |         | Commandement des forces aériennes                            | Brigade Aérienne d'Appui et de Projection |       |
| Escadron d'hélicoptères 1/67 Pyrénées  | 1967     | Airbus Helicopters H225M Caracal                          | base aérienne 120 Cazaux         |         | Commandement des forces aériennes (mis à disposition du COS) | Brigade des forces spéciales air          |       |
| Escadron d'hélicoptères 3/67 Parisis   | 1964     | Aérospatiale AS550/555 Fennec                             | Base aérienne 107 Villacoublay   |         | Commandement des forces aériennes                            | Brigade Aérienne d'Appui et de Projection |       |
| Escadron d'hélicoptères 1/65 Alpilles  | 1975     | Aérospatiale AS550/555 Fennec                             | base aérienne 115 Orange-Caritat |         | Commandement des forces aériennes                            | Brigade Aérienne d'Appui et de Projection |       |
| Escadrille aérosanitaire 6/560 Etampes | 2002     | Tout avion de transport avec une version MEDEVAC possible | Base aérienne 107 Villacoublay   |         | Commandement des forces aériennes                            | Brigade Aérienne d'Appui et de Projection |       |

## Escadrons de formations
| Nom                                                   | Création | Equipement                             | Base aérienne                          | Escadre               | Commandement                      | Brigade                            | Photo |
| ----------------------------------------------------- | -------- | -------------------------------------- | -------------------------------------- | --------------------- | --------------------------------- | ---------------------------------- | ----- |
| Escadron d'instruction en vol 1/13 Artois             | 1943     | PC-21                                  | Base aérienne 709 Cognac-Chateaubriand | 13e escadre de chasse | Commandement des forces aériennes |                                    |       |
| Escadron d'instruction en vol 2/12 Picardie           | 1954     | Grob 120                               | Base aérienne 709 Cognac-Chateaubriand | 13e escadre de chasse | Commandement des forces aériennes |                                    |       |
| Escadron de transition opérationnelle 2/8 Nice        | 1932     | Alpha Jet                              | Base aérienne 120 Cazaux               | 8e escadre de chasse  | Commandement des forces aériennes | École de Transition opérationnelle |       |
| Escadron d'entraînement 3/8 Côte d'Or                 | 1932     | Alpha Jet                              | Base aérienne 120 Cazaux               | 8e escadre de chasse  | Commandement des forces aériennes | École de Transition opérationnelle |       |
| Centre d'instruction des équipages de transport 340   |          |                                        | Base aérienne 123 Orléans-Bricy        |                       | Commandement des forces aériennes |                                    |       |
| Centre d'instruction des équipages d'hélicoptères 341 | 1975     |                                        | Base aérienne 115 Orange-Caritat       |                       | Commandement des forces aériennes |                                    |       |
| Escadron d’instruction Vol à voile 21.535 Chambord    | 1973     | Duo discus XL DG1000S Discus2C LS4 Neo | Base aérienne 273 Romorantin           |                       | DRHAAE EFPN                       |                                    |       |

## Escadrons de défense sol-air
| Nom                                                     | Création | Equipement       | Base aérienne                           | Escadre                                               | Commandement                      | Brigade                                  | Photo                                                                            |
| ------------------------------------------------------- | -------- | ---------------- | --------------------------------------- | ----------------------------------------------------- | --------------------------------- | ---------------------------------------- | -------------------------------------------------------------------------------- |
| Escadron de détection et contrôle aéroportés 0/36 Berry | 1993     | Boeing E-3F SDCA | Base aérienne 702 Avord                 | 36e escadre de commandement et de conduite aéroportée | Commandement des forces aériennes | Brigade aérienne du contrôle de l'espace | Un E-3F au décollage à Avord.                                                    |
| Escadron de défense sol-air 1/950 Crau                  |          |                  | Base aérienne 125 Istres-Le Tubé        |                                                       | Commandement des forces aériennes | Brigade aérienne du contrôle de l'espace |                                                                                  |
| Escadron de défense sol-air 5/950 Barrois               |          |                  | Base aérienne 113 Saint-Dizier-Robinson |                                                       | Commandement des forces aériennes | Brigade aérienne du contrôle de l'espace |                                                                                  |
| Escadron de défense sol-air 2/950 Sancerre              |          |                  | Base aérienne 702 Avord                 |                                                       | Commandement des forces aériennes | Brigade aérienne du contrôle de l'espace |                                                                                  |
| Escadron de défense sol-air 12/950 Tursan               |          |                  | Base aérienne 118 Mont-de-Marsan        |                                                       | Commandement des forces aériennes | Brigade aérienne du contrôle de l'espace | Batterie de missile Crotale de l'escadron de défense sol-air « Tursan » en 2013. |

Au titre des réformes engagées depuis 2008, ne sont maintenus en 2015 que 4 EDSA (Saint-Dizier, Avord, Istres et Mont-de-Marsan).
Ces unités sont indispensables à la mise en œuvre de la sûreté aérienne du territoire et à l entraînement des forces.

## Commando parachutiste de l'air
| Nom                                  | Création | Base aérienne                    | Commandement                                                 | Brigade                          | Photo |
| ------------------------------------ | -------- | -------------------------------- | ------------------------------------------------------------ | -------------------------------- | ----- |
| Commando parachutiste de l'air n° 10 | 1956     | Base aérienne 123 Orléans-Bricy  | Commandement des forces aériennes (mis à disposition du COS) | Brigade des forces spéciales air |       |
| Commando parachutiste de l'air n° 30 | 1956     | Base aérienne 123 Orléans-Bricy  | Commandement des forces aériennes (mis à disposition du COS) | Brigade des forces spéciales air |       |
| Commando parachutiste de l'air n° 20 | 1956     | Base aérienne 115 Orange-Caritat | Commandement des forces aériennes (mis à disposition du COS) | Brigade des forces spéciales air |       |

## Escadrons spéciaux
| Nom                                                                                     | Base aérienne                      | Commandement                                                    | Brigade                                    | Photo |
| --------------------------------------------------------------------------------------- | ---------------------------------- | --------------------------------------------------------------- | ------------------------------------------ | ----- |
| Centre d’analyse et de simulation pour la préparation aux opérations aériennes (CASPOA) | Base aérienne 942 Lyon-Mont Verdun | Commandement de la défense aérienne et des opérations aériennes | Brigade aérienne des opérations            |       |
| Centre national des opérations aériennes (CNOA)                                         | Base aérienne 942 Lyon-Mont Verdun | Commandement de la défense aérienne et des opérations aériennes | Brigade aérienne des opérations            |       |
| Centre air de planification et de conduite des opérations (CAPCO)                       | Base aérienne 942 Lyon-Mont Verdun | Commandement de la défense aérienne et des opérations aériennes | Brigade aérienne des opérations            |       |
| Centre national de ciblage (CNC)                                                        | Base aérienne 110 Creil            | Commandement de la défense aérienne et des opérations aériennes | Brigade aérienne connaissance-anticipation |       |
| Centre de renseignement air (CRA)                                                       | Base aérienne 942 Lyon-Mont Verdun | Commandement de la défense aérienne et des opérations aériennes | Brigade aérienne connaissance-anticipation |       |
| Escadron électronique sol (EES)                                                         | Base aérienne 123 Orléans-Bricy    | Commandement de la défense aérienne et des opérations aériennes | Brigade aérienne connaissance-anticipation |       |
| Escadron de formation renseignement (EFR)                                               | Base aérienne 110 Creil            | Commandement de la défense aérienne et des opérations aériennes | Brigade aérienne connaissance-anticipation |       |
| Centre militaire d’observation par satellites (CMOS) 1/92 Bourgogne                     | Base aérienne 110 Creil            | Commandement de l'espace                                        |                                            |       |
| Centre opérationnel de surveillance militaire des objets spatiaux (COSMOS)              | Base aérienne 942 Lyon-Mont Verdun | Commandement de l'espace                                        |                                            |       |